# Série d'Asie 2011
Navigation
2008 2012
La Série d'Asie 2011 est la 5e édition de cette compétition mettant aux prises les champions des principaux championnats de baseball professionnels d'Asie. Elle se joue du 25 au 29 novembre à Taïwan, pour la première fois autre part qu'au Japon. 
Bien qu'étant prévue dans le tournoi, aucune équipe de la China Baseball League ne participe finalement, laissant les champions 2011 du Japon, de la Corée du Sud, de Taïwan et de l'Australie se disputer le titre.
La Série est remportée par les Samsung Lions coréens. Battus 9-0 en poule par les Fukuoka SoftBank Hawks japonais, ils prennent leur revanche en finale et s'imposent 5-3, devenant la première équipe non japonaise couronnée dans la compétition. 

## Sélections
Les équipes suivantes participent à la compétition:
| Championnat                          | Équipe                       | Localisation        |
| ------------------------------------ | ---------------------------- | ------------------- |
| Australian Baseball League           | Perth Heat                   | Perth, Australie    |
| Chinese Professional Baseball League | Uni-President 7-Eleven Lions | Tainan, Taïwan      |
| Korea Professional Baseball          | Samsung Lions                | Daegu, Corée du Sud |
| Nippon Professional Baseball         | Fukuoka SoftBank Hawks       | Fukuoka, Japon      |

## Format du tournoi
Les équipes sont réparties en une poule unique au format round robin double. Les deux meilleures équipes se rencontrent en finale pour le titre.
Si une équipe mène de plus de 10 points après le début de la 7e manche le match est arrêté en mercy rule.

## Rencontres

### Poule
| 25 novembre 2011 | Perth Heat | 2 - 10 Boxscore | Samsung Lions | Taichung Intercontinental Baseball Stadium |

| 25 novembre 2011 | Uni-President 7-Eleven Lions | 5 - 6 Boxscore | Fukuoka SoftBank Hawks | Taichung Intercontinental Baseball Stadium |

| 26 novembre 2011 | Fukuoka SoftBank Hawks | 9 - 0 Boxscore | Samsung Lions | Taichung Intercontinental Baseball Stadium |

| 26 novembre 2011 | Uni-President 7-Eleven Lions | 3 - 2 Boxscore | Perth Heat | Taichung Intercontinental Baseball Stadium |

| 27 novembre 2011 | Fukuoka SoftBank Hawks | 4 - 0 Boxscore | Perth Heat | Taoyuan International Baseball Stadium |

| 27 novembre 2011 | Samsung Lions | 6 - 3 Boxscore | Uni-President 7-Eleven Lions | Tauoyan International Baseball Stadium |

| Pl. | Équipe                       | J | V | D | %     |
| --- | ---------------------------- | - | - | - | ----- |
| 1   | Fukuoka SoftBank Hawks       | 3 | 3 | 0 | 1.000 |
| 2   | Samsung Lions                | 3 | 2 | 1 | .666  |
| 3   | Uni-President 7-Eleven Lions | 3 | 1 | 2 | .333  |
| 4   | Perth Heat                   | 3 | 0 | 3 | .000  |

### Finale
| 29 novembre 2011 | Fukuoka SoftBank Hawks | 3 - 5 Boxscore | Samsung Lions | Taichung Intercontinental Baseball Stadium |

## Classement final
| Pl. | Sélection                    |
| --- | ---------------------------- |
|     | Samsung Lions                |
|     | Fukuoka SoftBank Hawks       |
|     | Uni-President 7-Eleven Lions |
| 4   | Perth Heat                   |